# Линейные корабли типа Boyne
Тип линейных кораблей Boyne — два линейных 98-пушечных корабля второго ранга, заказанных Королевским флотом сэру Эдварду Ханту в 1783 году.

## Корабли
- HMS Boyne

Строитель: верфь в Вулвиче

Заказан: 21 января 1783 года

Заложен: 4 ноября 1783 года

Спущён на воду: 27 июня 1790 года

Закончен: 21 ноября 1790 года

Выведен: сгорел 1 мая 1795 года
- HMS Prince of Wales

Строитель: верфь в Портсмуте

Заказан: 29 ноября 1783 года

Заложен: май 1784 года

Спущён на воду: 28 июня 1794 года

Закончен: 27 декабря 1794 года

Выведен: разобран, 1822 год